# Oswald Huber (Psychologe)
Oswald Huber (* 18. Juni 1942 in Salzburg) ist ein österreichischer Psychologe und Cartoonist.
Nach einer Lehre als Reprofotograf, die Huber 1960 abschloss, holte er 1966 an einem Abendgymnasium in Wien die Matura nach. Daraufhin studierte er Psychologie, Philosophie und Zoologie an der Universität Salzburg und wurde 1972 mit einer Arbeit zur Entscheidungstheorie zum Dr. phil. promoviert. 1971 bis 1989 war er ebendort Assistent am Institut für Psychologie. 1982 folgte die Habilitation und von 1983 bis 1986 eine Lehrstuhlvertretung an der Universität Freiburg (Schweiz). Von 1989 bis 2013 war er dort Professor für Psychologie. Seit 2013 ist er emeritiert.
Er beschäftigt sich mit Risikoentscheidungen und Computersimulationen von Entscheidungsprozessen. In Abgrenzung von Entscheidungsprozessen bei einfachen Lotterien interessiert er sich für lebensnahe Entscheidungssituationen, in denen er bei seinen Versuchspersonen die Suche nach Risiko-Entschärfungs-Operatoren (risk defusing operators) feststellt.
Schon als Student veröffentlichte er erste Cartoons. Heute erscheinen seine Zeichnungen unter dem Kürzel „OH“ zum Beispiel in Medical Tribune, FAZ, Werbewoche, Spektrum der Wissenschaft und NZZ am Sonntag.
Sein Lehrbuch Das psychologische Experiment, das ebenfalls mit seinen Cartoons angereichert ist, stellt eines der Standardwerke des ersten Semesters im Psychologiestudium dar.

## Veröffentlichungen
- Oswald Huber: Zur Logik multidimensionaler Präferenzen in der Entscheidungstheorie (= Erfahrung und Denken, Band 49). Duncker und Humblot, Berlin 1977, ISBN 3-428-03907-6, zugleich: Dissertation, Universität Salzburg
- Oswald Huber: Entscheiden als Problemlösen. Huber, Bern [u. a.] 1982, ISBN 3-456-81226-4
- Oswald Huber: Das psychologische Experiment. Eine Einführung. Huber, Bern [u. a.] 1987, ISBN 3-456-81527-1; 6. Auflage, Hogrefe, Bern 2013, ISBN 978-3-456-85299-7
- Oswald Huber: Cartoons. Frankfurter Allgemeine Zeitung, Frankfurt am Main 1992, ISBN 3-924875-92-8
- Oswald Huber: Machen Sie was! Business-Cartoons. Huber, Bern [u. a.] 1999, ISBN 3-456-83240-0
- Oswald Huber: Find yourself! Cartoons für Psychologen. Huber, Bern [u. a.] 1999, ISBN 3-456-83239-7